# Anathana ellioti
Anathana ellioti là một loài động vật có vú thuộc chi đơn loài Anathana, trong họ Tupaiidae, bộ Scandentia. Loài này được Waterhouse mô tả năm 1849.

## Hình ảnh

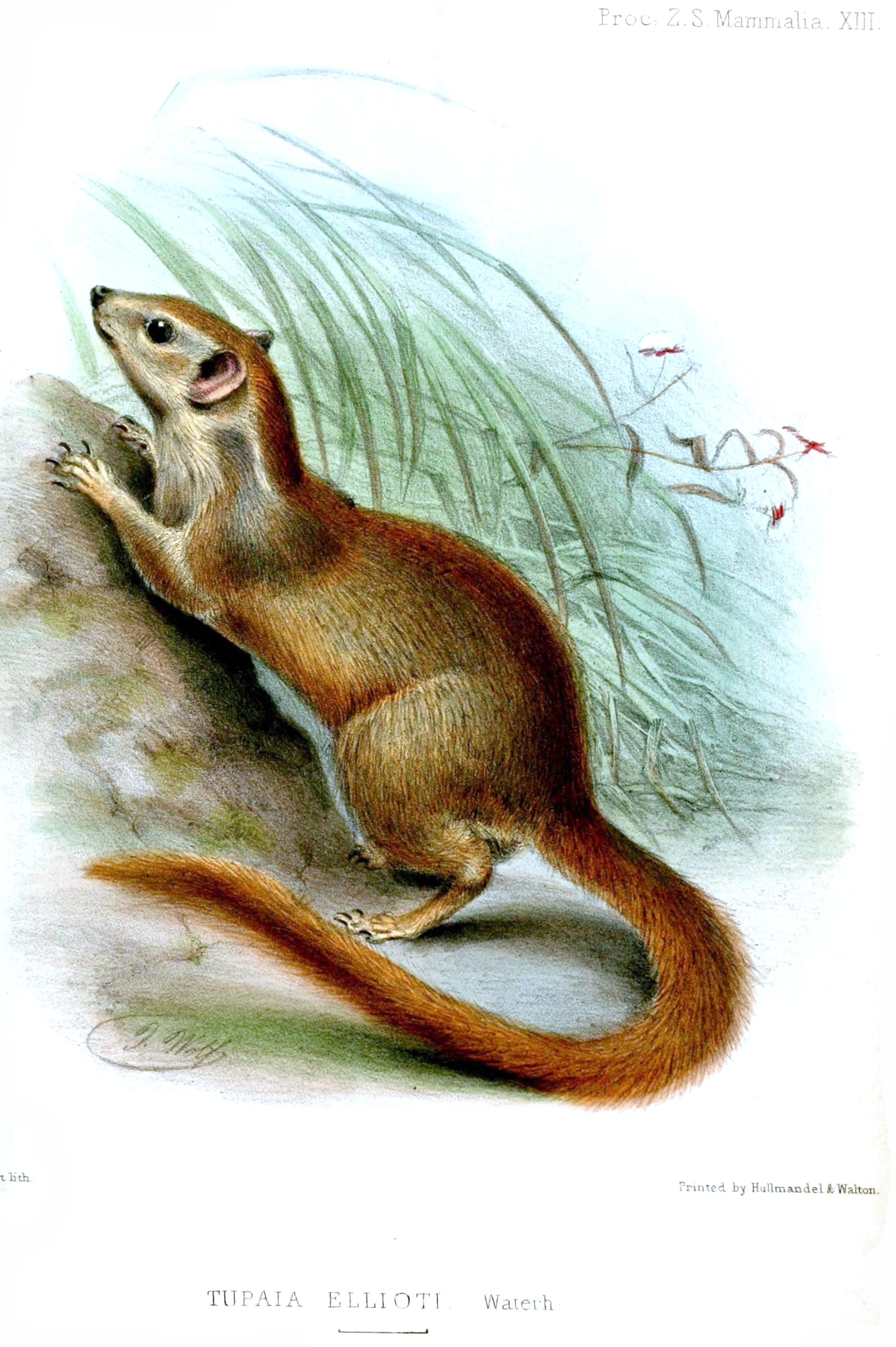